# Need You Now (album de Lady Antebellum)
Pour les articles homonymes, voir Need You Now.
Albums de Lady Antebellum
Lady Antebellum
(2008) A Merry Little Christmas
(2010)
Singles
1. Need You Now
Sortie : 24 août 2009
2. American Honey
Sortie : 11 janvier 2010
3. Our Kind of Love
Sortie : 31 mai 2010
4. Hello World
Sortie : 4 octobre 2010

Need You Now est le second album studio du groupe de country Lady Antebellum. L'album est sorti le 26 janvier 2010, chez Capitol Nashville. Il débute à la première place du Billboard 200 avec 481 000 exemplaires vendus dans sa première semaine et est certifié quadruple disque de platine par la RIAA. Le 13 février 2011, l'album remporte le Grammy Award du meilleur album country et est nommé pour celui de l'album de l'année, tandis que le single Need You Now gagne quatre prix, dont ceux de la chanson de l'année et de l'enregistrement de l'année.

## Singles

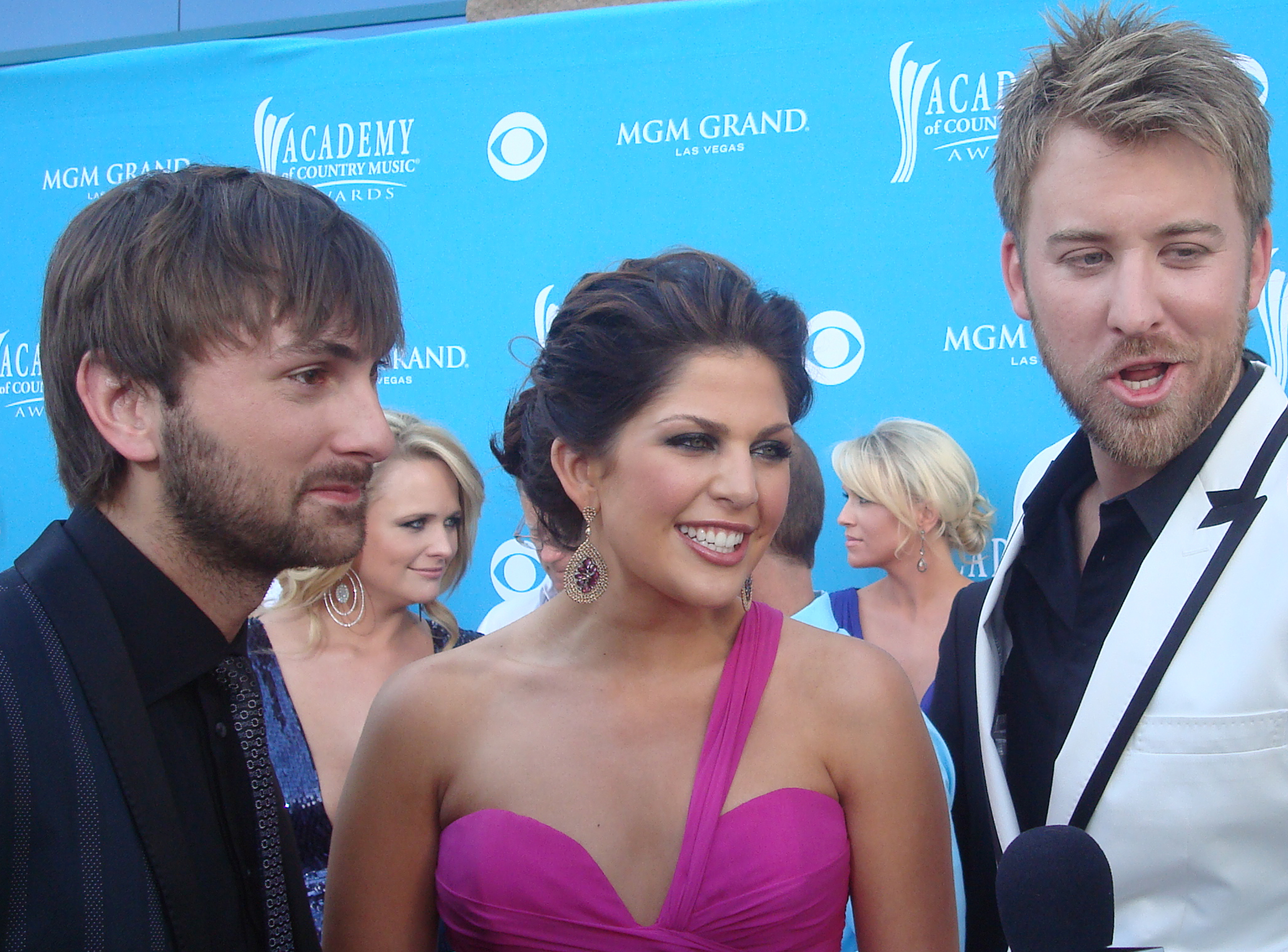
Need You Now devient le single le mieux classé du groupe (ici, en 2010) dans le Billboard Hot 100 américain atteint la seconde place.

Need You Now, le premier single, débute à la 50e place du classement américain Billboard Hot Country Songs en août 2009. Dans le classement du 26 octobre 2009, la chanson devient leur second numéro un dans le classement Country Singles de  Radio & Records, et le 28 novembre, il devient leur second numéro un dans le classement Hot Country Songs américain qui est publié par Billboard. Après la performance du trio lors des Country Music Association Awards, il atteint la cinquième place du Billboard Hot 100, puis progresse grâce à une forte poussée des ventes après la 52e cérémonie des Grammy Awards en prenant la seconde position et devient le single du groupe le mieux classé dans le Hot 100 et les classements pop. Le 14 avril 2010, il est certifié double disque de platine par la RIAA et aussi elle est utilisée dans le premier épisode de la série télévisée Hellcats.
American Honey, le second single, débute à la 47e place du classement Hot Country Songs le 2 janvier 2010 soit avant la date de sortie qui était le 11 janvier 2010. En avril 2010, la chanson devient leur troisième single numéro un consécutif et aussi leur troisième single dans le top 30 du Billboard Hot 100.
Au Royaume-Uni et en Europe (sauf pour l'Allemagne), I Run to You est le second single de l'édition internationale de l'album. Il sort le 9 août 2010 pour appuyer leur premier spectacle en direct au Royaume-Uni au Shepherd's Bush Empire.
Our Kind of Love est confirmé comme le troisième single de l'album. La chanson sort d'abord en single promotionnel le 10 janvier 2010 puis sort officiellement comme le troisième single de l'album à la fin mai.
Hello World, le quatrième single de l'album, est sorti en radio le 4 octobre 2010.

## Listes des pistes
| No  | Titre                     | Auteur                                                      | Durée |
| --- | ------------------------- | ----------------------------------------------------------- | ----- |
| 1.  | Need You Now              | Dave Haywood, Josh Keartemps, Charles Kelley, Hillary Scott | 4:37  |
| 2.  | Our Kind of Love          | Haywood, Kelley, Scott, Michael Busbee                      | 4:09  |
| 3.  | American Honey            | Cary Barlowe, Hillary Lindsey, Shane Stevens                | 3:44  |
| 4.  | Hello World               | Tom Douglas, Tony Lane, David Lee                           | 5:26  |
| 5.  | Perfect Day               | Jerry Flowers, Haywood, Kelley, Scott                       | 3:21  |
| 6.  | Love This Pain            | Marv Green, Jason Sellers                                   | 3:03  |
| 7.  | When You Got a Good Thing | Haywood, Kelley, Scott, Rivers Rutherford                   | 4:57  |
| 8.  | Stars Tonight             | Monty Powell, Haywood, Kelley, Scott                        | 4:04  |
| 9.  | If I Knew Then            | Kelley, Powell, Anna Wilson                                 | 4:15  |
| 10. | Something 'Bout a Woman   | Haywood, Kelley, Scott, Craig Wiseman                       | 3:41  |
| 11. | Ready to Love Again       | Haywood, Kelley, Scott, Busbee                              | 2:53  |

| 1.  | Need You Now                                                        | Dave Haywood, Josh Kear, Charles Kelley, Hillary Scott | 3:55 |
| 2.  | Our Kind of Love                                                    | Haywood, Kelley, Scott, Busbee                         | 4:07 |
| 3.  | American Honey                                                      | Cary Barlowe, Hillary Lindsey, Shane Stevens           | 3:45 |
| 4.  | Hello World                                                         | Tom Douglastemps, Tony Lane, David Lee                 | 5:24 |
| 5.  | Perfect Day                                                         | Jerry Flowers, Haywood, Kelley, Scott                  | 3:21 |
| 6.  | Love This Pain                                                      | Marv Green, Jason Sellerstemps                         | 3:03 |
| 7.  | When You Got a Good Thing                                           | Haywood, Kelley, Scott, Rivers Rutherford              | 4:56 |
| 8.  | Stars Tonight                                                       | Monty Powell, Haywood, Kelley, Scott                   | 4:02 |
| 9.  | If I Knew Then                                                      | Haywood, Kelley, Scott, Anna Wilson                    | 4:13 |
| 10. | Lookin' for a Good Time                                             | Haywood, Kelley, Scott, Lindsey, Keith Follesé         | 3:06 |
| 11. | Ready to Love Again                                                 | Haywood, Kelley, Scott, Busbee                         | 2:51 |
| 12. | I Run to You                                                        | Haywood, Kelley, Scott, Lindsey, Tom Douglas           | 4:17 |
| 13. | Bottle Up Lightning (Piste bonus Japon) (Single exclusif pour Zune) |                                                        | 4:05 |
| 14. | Last Night Last (Piste bonus iTunes)                                |                                                        | 4:13 |

## Chansons bonus téléchargeables
Chaque mois sur ladyantebellum.com, une nouvelle chanson devient disponible pour tous ceux qui avait acheté un CD, un téléchargement ou pour ceux qui avait un mot de passe.
1. Need You Now (Acoustique) (Haywood, Kear, Kelley, Scott) — (Janvier/Février)
2. I Run to You (Acoustique) (Haywood, Kelley, Scott, Douglas) — (Mars)
3. American Honey (Live) (Barlowe, Lindsey, Stevens) — (Avril)
4. Our Kind of Love (Live) (Haywood, Kelley, Scott, Busbee) — (Mai)
5. Stars Tonight (Live) (Powell, Haywood, Kelley, Scott)  — (Juin)
6. All We'd Ever Need (Live) (Haywood, Kelley, Scott) — (Juillet)
7. Do I (Live) (Luke Bryan, Kelley, Haywood) — (Août)
8. When You Got a Good Thing (Live) (Haywood, Kelly, Rutherford, Scott) - (Septembre)
9. Slow Down Sister (Live) (Haywood, Kelly, Gambill, Shaw) - (Octobre)
10. Love's Lookin' Good On You (Live) (Deere, Lopez, Shaw) - (Novembre)
11. Hello World (Live) (Douglas, Lane, Lee) - (Décembre)

## Réception critique
Les critiques à propos de l'album sont généralement positifs selon Metacritic, avec un score moyen de 63 sur 100. En donnant à l'album quatre étoiles sur cinq, Jessica Phillips écrit dans le magazine Country Weekly  que le groupe « n'a certainement pas à craindre d'une baisse par rapport au premier album » grâce au succès de Need You Now. Elle dit également que l'album montre la « capacité [du trio] à faire des accroches country pop mémorables » mais elle ajoute que « toutes les chansons n'ont pas été travaillées sur ce disque. ».
Le critique d'AllMusic Thom Jurek écrit que sur cet album, « ils collent de très près la formule de leur début : une foule de chansons d'amour à tempo moyen ou élevé, une ballade triste, et un couple de mélodies berçantes et conviviales — tout cela écrit avec l'aide de quelques-uns des auteurs les plus respectés de Nashville. ». Il poursuit  en disant que l'album est « impeccable dans l'écriture, la production, et les performances. ». Mikael Wood de Entertainment Weekly dit « ils ont plus de succès quand ils gardent l'étoffe morose en mode mineur » et donne à l'album un B+.
Crystal Bell qui écrit pour Billboard est également positif dans sa critique puisqu'elle cite l’habilité vocale de Kelley et l'arrangement délicat de la piste Ready to Love Again et elle note également « la croissance musicale du trio. ». Jonathan Keefe de Slant Magazine est moins positif et donne 2 étoiles sur 5.

## Ventes
Need You Now débute à la première place du Billboard 200 américain avec 481 000 exemplaires vendus lors de la première semaine de vente de l'album. Il est le troisième album le plus vendu en 2010 aux États-unis, derrière I Dreamed a Dream de Susan Boyle et Recovery du rappeur Eminem. Dans le classement qui date du 19 février 2011, l'album s'est vendu à 3 175 500 exemplaires aux États-Unis.
Grâce aux 5 Grammy Awards remportés par le groupe, Need You Now débute à la 24e place du classement allemand des albums en février 2011 soit 9 mois après la sortie de l'album,.
| Classement (2010-2011)       | Meilleure position |
| ---------------------------- | ------------------ |
| Australie                    | 12                 |
| Australie (Country)          | 1                  |
| Canada                       | 1                  |
| Canada (Country)             | 1                  |
| Pays-Bas                     | 4                  |
| France                       | 19                 |
| Allemagne                    | 24                 |
| Allemagne (Téléchargements)  | 6                  |
| Grèce                        | 37                 |
| Irlande                      | 11                 |
| Nouvelle-Zélande             | 1                  |
| Afrique du Sud               | 1                  |
| Suède                        | 21                 |
| Suisse                       | 10                 |
| Royaume-Uni                  | 8                  |
| Billboard 200                | 1                  |
| Billboard Top Country Albums | 1                  |

| Pays             | Certifications |
| ---------------- | -------------- |
| Afrique du Sud   | Or             |
| Australie        | Platine        |
| Canada           | 3 × Platine    |
| États-Unis       | 4 × Platine    |
| Irlande          | Or             |
| Nouvelle-Zélande | Platine        |
| Royaume-Uni      | Platine        |
| Suisse           | Or             |

| Classement (2010)            | Meilleure position |
| ---------------------------- | ------------------ |
| Billboard 200                | 3                  |
| Billboard Top Country Albums | 1                  |
| Royaume-Uni                  | 118                |

### Singles
| Année | Single           | Positions  | Positions | Positions |
| Année | Single           | US Country | US        | CAN       |
| ----- | ---------------- | ---------- | --------- | --------- |
| 2009  | Need You Now     | 1          | 2         | 2         |
| 2010  | American Honey   | 1          | 25        | 50        |
| 2010  | Our Kind of Love | 1          | 51        | 61        |
| 2010  | Hello World      | 6          | 58        | 70        |

## Historique des sorties
| Pays           | Date            | Label       |
| -------------- | --------------- | ----------- |
| États-Unis     | 26 janvier 2010 | Capitol     |
| Canada         | 26 janvier 2010 | Capitol     |
| Afrique du Sud | 26 janvier 2010 | EMI         |
| Australie      | 12 février 2010 | EMI         |
| Royaume-Uni    | 3 mai 2010      | Parlophone  |
| Allemagne      | 7 mai 2010      | Capitol     |
| Brésil         | 21 mai 2010     | EMI         |
| Mexique        | 21 mai 2010     | EMI         |
| Japon          | 26 mai, 2010    | Toshiba-EMI |